# Кассина-Риццарди
Кассина-Риццарди (итал. Cassina Rizzardi) — коммуна в Италии, располагается в регионе Ломбардия, подчиняется административному центру Комо.
Население составляет 2369 человек, плотность населения составляет 790 чел./км². Занимает площадь 3 км². Почтовый индекс — 22070. Телефонный код — 031.
Покровителем коммуны почитается святой Иосиф, празднование в третье воскресение сентября.